# بریزبین جنوبی، کوئینزلند
بریزبین جنوبی (به انگلیسی: South Brisbane) یک حومه شهر در استرالیا است که در City of Brisbane واقع شده‌است.